# Hjorted
Hjorted est une localité de Suède dans la commune de Västervik située dans le comté de Kalmar.
Sa population était de 337 habitants en 2019.